# Paul Russo
Paul Frank Russo (Kenosha, 14 aprile 1914 – Daytona Beach, 13 febbraio 1976) è stato un pilota automobilistico statunitense.
Anche il fratello Joe ed il nipote Eddie hanno preso parte alla 500 Miglia di Indianapolis.
Tra il 1950 e il 1960 la 500 Miglia faceva parte del Campionato mondiale di Formula 1, per questo motivo Russo ha all'attivo anche 8 Gran Premi, un secondo posto ed un giro veloce in F1.
Russo muore nel 1976 e viene sepolto nel cimitero di Crown Hill di Indianapolis, Indiana.

## Risultati in Formula 1
| 1950 | Scuderia                 | Vettura |  |  |   |  |  |  |  |  |  |  |  | Punti | Pos. |
| ---- | ------------------------ | ------- |  |  | - |  |  |  |  |  |  |  |  | ----- | ---- |
| 1950 | Paul Russo & Ray Nichels | Nichels |  |  | 9 |  |  |  |  |  |  |  |  | 0     |      |

| 1951 | Scuderia     | Vettura |  |    |  |  |  |  |  |  |  |  |  | Punti | Pos. |
| ---- | ------------ | ------- |  | -- |  |  |  |  |  |  |  |  |  | ----- | ---- |
| 1951 | Kennedy Tank | Nichels |  | NQ |  |  |  |  |  |  |  |  |  | 0     |      |

| 1952 | Scuderia          | Vettura           |  |    |  |  |  |  |  |  |  |  |  | Punti | Pos. |
| ---- | ----------------- | ----------------- |  | -- |  |  |  |  |  |  |  |  |  | ----- | ---- |
| 1952 | Lutes Truck Parts | Kurtis Kraft 4000 |  | NQ |  |  |  |  |  |  |  |  |  | 0     |      |

| 1953 | Scuderia                 | Vettura           |  |   |  |  |  |  |  |  |  |  |  | Punti | Pos. |
| ---- | ------------------------ | ----------------- |  | - |  |  |  |  |  |  |  |  |  | ----- | ---- |
| 1953 | Grancor-Elgin Piston Pin | Kurtis Kraft 500B |  | 4 |  |  |  |  |  |  |  |  |  | 1,5   | 18º  |

| 1954 | Scuderia                     | Vettura           |  |   |  |  |  |  |  |  |  |  |  | Punti | Pos. |
| ---- | ---------------------------- | ----------------- |  | - |  |  |  |  |  |  |  |  |  | ----- | ---- |
| 1954 | Ansted Rotary/Hoosier Racing | Kurtis Kraft 500A |  | 8 |  |  |  |  |  |  |  |  |  | 0     |      |

| 1955 | Scuderia                               | Vettura                                |  |  |   |  |  |  |  |  |  |  |  | Punti | Pos. |
| ---- | -------------------------------------- | -------------------------------------- |  |  | - |  |  |  |  |  |  |  |  | ----- | ---- |
| 1955 | H.A. Chapman Wolcott Fuel Injection NQ | Kurtis Kraft 500B Kurtis Kraft 500A NQ |  |  | 2 |  |  |  |  |  |  |  |  | 3     | 13º  |

| 1956 | Scuderia    | Vettura           |  |  |     |  |  |  |  |  |  |  |  | Punti | Pos. |
| ---- | ----------- | ----------------- |  |  | --- |  |  |  |  |  |  |  |  | ----- | ---- |
| 1956 | Novi Racing | Kurtis Kraft 500F |  |  | Rit |  |  |  |  |  |  |  |  | 0     |      |

| 1957 | Scuderia    | Vettura           |  |  |   |  |  |  |  |  |  |  |  | Punti | Pos. |
| ---- | ----------- | ----------------- |  |  | - |  |  |  |  |  |  |  |  | ----- | ---- |
| 1957 | Novi Racing | Kurtis Kraft 500F |  |  | 4 |  |  |  |  |  |  |  |  | 3     | 17º  |

| 1958 | Scuderia    | Vettura           |  |  |  |     |  |  |  |  |  |  |  | Punti | Pos. |
| ---- | ----------- | ----------------- |  |  |  | --- |  |  |  |  |  |  |  | ----- | ---- |
| 1958 | Novi Racing | Kurtis Kraft 500F |  |  |  | Rit |  |  |  |  |  |  |  | 0     |      |

| 1959 | Scuderia                             | Vettura                                |  |   |  |  |  |  |  |  |  |  |  | Punti | Pos. |
| ---- | ------------------------------------ | -------------------------------------- |  | - |  |  |  |  |  |  |  |  |  | ----- | ---- |
| 1959 | Bardahl/Fred Gerhardt Novi Racing NQ | Kurtis Kraft 500G Kurtis Kraft 500F NQ |  | 9 |  |  |  |  |  |  |  |  |  | 0     |      |

| Legenda | 1º posto     | 2º posto | 3º posto    | A punti         | Senza punti/Non class.  | Grassetto – Pole position Corsivo – Giro più veloce |
| Legenda | Squalificato | Ritirato | Non partito | Non qualificato | Solo prove/Terzo pilota | Grassetto – Pole position Corsivo – Giro più veloce |